# ラプラス作用素
数学におけるラプラス作用素（ラプラスさようそ、英: Laplace operator）あるいはラプラシアン（英: Laplacian）は、ユークリッド空間上の函数の勾配の発散として与えられる微分作用素である。記号では ∇·∇, ∇2, あるいは ∆ で表されるのが普通である。函数 f の点 p におけるラプラシアン ∆f(p) は（次元に依存する定数の違いを除いて）点 p を中心とする球面を半径が増大するように動かすときの f(p) から得られる平均値になっている。直交座標系においては、ラプラシアンは各独立変数に関する函数の二階（非混合）偏導函数の和として与えられ、またほかに円筒座標系や球座標系などの座標系においても有用な表示を持つ。
ラプラス作用素の名称は、天体力学の研究に同作用素を最初に用いたフランス人数学者のピエール＝シモン・ド・ラプラス (1749–1827) に因んでいる。同作用素は与えられた重力ポテンシャルに適用すると質量密度の定数倍を与える。現在ではラプラス方程式と呼ばれる方程式 ∆f = 0 の解は調和函数と呼ばれ、自由空間において可能な重力場を表現するものである。
微分方程式においてラプラス作用素は電気ポテンシャル、重力ポテンシャル、熱や流体の拡散方程式、波の伝搬、量子力学といった、多くの物理現象を記述するのに現れる。ラプラシアンは、函数の勾配フローの流束密度を表す。

## 定義
ラプラス作用素はn 次元ユークリッド空間上の函数 f の勾配 ∇f の発散 ∇· として定義される二階の微分作用素である。つまり、f が二回微分可能実数値函数ならば f のラプラシアンは
{\displaystyle \Delta f\equiv \nabla ^{2}f:=\nabla \cdot \nabla f}
で定義される。ただし、あとの記法は形式的に ∇ = (∂⁄∂x1,..., ∂⁄∂xn)と書いたものである。あるいは同じことだが、f のラプラシアンは直交座標系 xi における非混合二階偏導函数の全てにわたる和
{\displaystyle \Delta f=\sum _{i=1}^{n}{\frac {\partial ^{2}f}{\partial x_{i}^{2}}}}
としても書ける。二階の微分作用素として、ラプラス作用素はCk 級函数を Ck − 2 級の函数へ写す (k ≥ 2)。つまり、式 1 (あるいは同値な 2) は作用素 ∆: Ck(Rn) → Ck − 2(Rn) を定める。あるいはより一般に任意の開集合 Ω に対して作用素 ∆: Ck(Ω) → Ck − 2(Ω) を定める。

## 数学的特徴づけ
ラプラス作用素は、合同変換と可換である。すなわち、任意のC∞級関数φ: Rn  → Rと任意の合同変換Tに対し、
{\displaystyle \Delta (\varphi (T(x)))=T(\Delta (\varphi (x)))}
が成立する。
しかもラプラス作用素は、上記の性質を満たす非自明な微分演算子で最も簡単なものとして特徴づけることができる。これを説明する為、記号を導入する。Rを実数の集合とし、n個の実数からなる組の集合をRnとする。x = (x1,…, xn) ∈ Rnとn個の非負整数の組α = (α1,…, αn)に対し、
{\displaystyle {\frac {\partial }{\partial x^{\alpha }}}:={\frac {\partial ^{n}}{\partial {x_{1}}^{\alpha _{1}}\dotsm \partial {x_{n}}^{\alpha _{n}}}},}
{\displaystyle |\alpha |:=\alpha _{1}+\dotsb +\alpha _{n}}
と表記する。微分演算子
{\displaystyle D:=\sum _{\alpha \colon |\alpha |\leq k}a_{\alpha }{\frac {\partial }{\partial x^{\alpha }}}}
が任意のC∞級関数φ: Rn  → Rと向きを保つ任意の合同変換Tに対し、
{\displaystyle D(\varphi (T(x)))=T(D(\varphi (x)))}
が成立していたとする。このとき、実数係数の1変数多項式{\textstyle p(X)=\sum _{m}u_{m}X^{m}}が存在し、
{\displaystyle D=p(\Delta )=\sum _{m}u_{m}\Delta ^{m}}
が成立する。
よってラプラス作用素は、合同変換に対して不変な微分演算子の中で、自明なもの（＝恒等的に0を対応させる微分演算子）を除けば最も簡単なものである。

## 動機付け

### 拡散
拡散の物理理論において、ラプラス作用素は（ラプラス方程式を通じて）平衡の数学的記述に自然に現れる。具体的に、u が化学濃度のような適当な量の平衡密度であるとき、u の滑らかな境界を持つ領域 V を通る流束が、V に流入も漏出も無いとすれば、0 であるから
{\displaystyle \int _{\partial V}\nabla u\cdot {\boldsymbol {n}}\,dS=0}
と書ける。ただし、n は領域 V の境界に対して外側を向く単位法ベクトルである。発散定理により
{\displaystyle \int _{V}\operatorname {div} \nabla u\,dV=\int _{\partial V}\nabla u\cdot {\boldsymbol {n}}\,dS=0}
は領域 V が滑らかな境界を持つ限りにおいて成り立つから、これにより
{\displaystyle \operatorname {div} \nabla u=\Delta u=0}
が導かれる。方程式の左辺はラプラス作用素である。ラプラス作用素それ自身は拡散方程式によって記述されるような、化学濃度の流入や漏出を表す点を含む非平衡拡散に対する物理的解釈を持つ。

### ポテンシャルに付随する密度
φ が電荷分布 q に付随した電位を記述するものとすると、電荷分布自身は φ のラプラシアンとして
で与えられる。これはガウスの法則の帰結である。実際、V が任意の滑らかな領域ならば、電場 E の電束に関するガウスの法則により、（単位当たりの）電荷は
{\displaystyle \int _{\partial V}{\boldsymbol {E}}\cdot {\boldsymbol {n}}\,dS=\int _{\partial V}\nabla \varphi \cdot {\boldsymbol {n}}\,dS=\int _{V}q\,dV}
になる。ただし、最初の等号は静電場は静電位の勾配に等しいという事実を用いた。発散定理により、
{\displaystyle \int _{V}\Delta \varphi \,dV=\int _{V}q\,dV}
が成り立ち、これは任意の領域 V に対して成り立つことから (1) を得る。
同じ説明によって、重力ポテンシャルのラプラシアンが質量分布となることが導かれる。電荷や質量の分布が与えられていてそれらに付随するポテンシャルは未知ということはよくあることである。適当な境界条件の下でポテンシャル函数を求めるということは、ポワソン方程式を解くことに同じである。

### エネルギー最小化
物理学においてラプラス作用素が現れる別な理由は、領域 U における方程式 ∆f = 0 の解はディリクレエネルギー・汎函数を停留させる函数
{\displaystyle E(f):={\frac {1}{2}}\int _{U}\lVert \nabla f\rVert ^{2}\,dx}
となることである。これを見るために f: U → R は函数で、函数 u: U → R は U の境界上で消えていると仮定する。このとき
{\displaystyle {\frac {d}{d\varepsilon }}E(f+\varepsilon u){\Bigg |}_{\varepsilon =0}=\int _{U}\nabla f\cdot \nabla u\,dx=-\int _{U}u\Delta f\,dx}
が成り立つ（ただし、最後の等号はグリーンの恒等式を用いた）。この計算により、∆f = 0 ならば E は f の周りで停留する。逆に E が f の周りで停留するならば変分法の基本補題 により ∆f = 0 である。

## 各種座標表示

### 二次元
二次元のラプラス作用素は x, y を xy-平面上の標準直交座標として
{\displaystyle \Delta f:={\frac {\partial ^{2}f}{\partial x^{2}}}+{\frac {\partial ^{2}f}{\partial y^{2}}}}
で与えられる。
極座標
{\displaystyle {\begin{aligned}\Delta f&={\frac {1}{r}}{\frac {\partial }{\partial r}}\left(r{\frac {\partial f}{\partial r}}\right)+{\frac {1}{r^{2}}}{\frac {\partial ^{2}f}{\partial \theta ^{2}}}\\&={\frac {1}{r}}{\frac {\partial f}{\partial r}}+{\frac {\partial ^{2}f}{\partial r^{2}}}+{\frac {1}{r^{2}}}{\frac {\partial ^{2}f}{\partial \theta ^{2}}}.\end{aligned}}}

### 三次元
三次元では様々な座標系がラプラシアンを記述するために広く用いられる。
直交座標系
{\displaystyle \Delta f={\frac {\partial ^{2}f}{\partial x^{2}}}+{\frac {\partial ^{2}f}{\partial y^{2}}}+{\frac {\partial ^{2}f}{\partial z^{2}}}.}
円筒座標系
{\displaystyle \Delta f={\frac {1}{\rho }}{\frac {\partial }{\partial \rho }}\left(\rho {\frac {\partial f}{\partial \rho }}\right)+{\frac {1}{\rho ^{2}}}{\frac {\partial ^{2}f}{\partial \varphi ^{2}}}+{\frac {\partial ^{2}f}{\partial z^{2}}}.}
球面座標系
{\displaystyle \Delta f={\frac {1}{r^{2}}}{\frac {\partial }{\partial r}}\left(r^{2}{\frac {\partial f}{\partial r}}\right)+{\frac {1}{r^{2}\sin \theta }}{\frac {\partial }{\partial \theta }}\left(\sin \theta {\frac {\partial f}{\partial \theta }}\right)+{\frac {1}{r^{2}\sin ^{2}\theta }}{\frac {\partial ^{2}f}{\partial \varphi ^{2}}}.}
一般の曲線座標系 (ξ1, ξ2, ξ3)
{\displaystyle \nabla ^{2}=\nabla \xi ^{m}\cdot \nabla \xi ^{n}{\frac {\partial ^{2}}{\partial \xi ^{m}\partial \xi ^{n}}}+\nabla ^{2}\xi ^{m}{\frac {\partial }{\partial \xi ^{m}}},}
ここでアインシュタインの和の規約を用いた。

### 一般次元
N 次元球座標系において、r を正の実数をとる半径、θ は単位球面 SN−1 の元として、パラメータ表示 x = rθ ∈ RN をすれば
{\displaystyle \Delta f={\frac {\partial ^{2}f}{\partial r^{2}}}+{\frac {N-1}{r}}{\frac {\partial f}{\partial r}}+{\frac {1}{r^{2}}}\Delta _{S^{N-1}}f}
と書ける。ただし、∆SN−1 は球ラプラシアンとも呼ばれる (N−1)-次元球面上のラプラス＝ベルトラミ作用素である。二つの球対称微分項は
{\displaystyle {\frac {1}{r^{N-1}}}{\frac {\partial }{\partial r}}{\biggl (}r^{N-1}{\frac {\partial f}{\partial r}}{\biggr )}}
と書いても同じことである。一つの帰結として、SN−1 ⊂ RN 上で定義される函数の球ラプラシアンは RN∖{0} へ延長した函数の通常のラプラシアンとして計算することができて、それは半直線に沿って定数（つまり、斉零次の斉次函数）になる。

## スペクトル論
ラプラス作用素のスペクトルは、対応する固有函数 f が
{\displaystyle -\Delta f=\lambda f}
を満たすようにできる固有値 −λ の全てからなる。上の式はヘルムホルツ方程式と呼ばれるものである。 Ω を Rn の有界領域とすれば、ラプラス作用素の固有函数全体はヒルベルト空間 L2(Ω) の正規直交基底を成す。この結果は本質的にはコンパクト自己随伴作用素に関するスペクトル定理をラプラス作用素の逆作用素（これはポワンカレ不等式およびレリッヒ＝コンドラショフの定理によってコンパクト）に適用することにより従う。固有函数が無限回微分可能函数であることも示せる。この結果はより一般に、任意の境界付きコンパクトリーマン多様体上のラプラス＝ベルトラム作用素について成り立ち、また実際に有界領域上滑らかな係数を持つ任意の楕円型作用素に対するディリクレ固有値問題についても正しい。Ω が超球面であるときの、ラプラス作用素の固有函数は球面調和函数と呼ばれる。

## 一般化

### ダランベール作用素
ラプラシアンを適当な仕方によって非ユークリッド空間に一般化することができて、それには楕円型、双曲型、超双曲型などが可能である。
ミンコフスキー空間におけるラプラス作用素はダランベール作用素（ダランベルシアン）
⧠ = 1/c2∂2/∂t2 − ∂2/∂x2 − ∂2/∂y2 − ∂2/∂z2
となる。これは考える空間上の等長写像群 (en:Isometry group) のもとで不変な微分作用素であるという意味においてラプラス作用素の一般化となるものであり、時間不変函数へ制限する限りにおいてはラプラス作用素に帰着される。ここでは計量の符号を作用素の空間成分に関して負符号を許すようにしてあることに注意（高エネルギー素粒子物理学ではこう仮定するのが普通）。ダランベール作用素は波動方程式に現れる微分作用素であるという理由で波動作用素と呼ばれることもある。これはまたクライン＝ゴルドン方程式（質量の無い場合には波動方程式に帰着される）の成分でもある。
計量における余分な因子 c は、物理学において空間と時間を異なる単位で測っている場合に必要となるものである（例えば同様のことは x-方向をメートルで y-方向をセンチメートルで測ったりするような場合にも出てくる）。実際、理論物理学では方程式を簡単にする目的で、自然単位系などの単位系のもと c = 1 として扱うのがふつうである。

### リーマン多様体上のラプラス作用素
ラプラス作用素の概念は、勾配 grad と発散 div をリーマン多様体 M 上に一般化する事で定義でき、M 上定義された関数 f に対して
{\displaystyle \Delta f:=\operatorname {div} \operatorname {grad} f=-{\frac {1}{\sqrt {|\operatorname {det} g|\,}}}{\frac {\partial }{\partial x^{i}}}\left({\sqrt {|\mathrm {det} g|\,}}\,g^{ij}{\frac {\partial f}{\partial x^{j}}}\right)}
により定義される作用素をラプラス＝ベルトラミ作用素（英: Laplace–Beltrami operator）、あるいは単にラプラシアンという。ここで g はリーマン計量である。なおユークリッド空間の通常のラプラシアンとは符号が反対になっている事に注意されたい（この章で後述する他のラプラシアンも同様）。
リーマン多様体上の grad と div は外微分から定義する方法と共変微分から定義する方法が知られているが、関数の場合はどちらの定義であっても同値になるので、どちらを使ってもラプラス・ベルトラミ作用素の定義は同一になる。
しかしこれをさらに拡張してリーマン多様体上の微分形式に対するラプラス作用素を定義しようとすると両者の定義は一致しない。

#### ホッジ・ラプラシアン
関数 f の grad と div を外微分から定義する方法では
{\displaystyle \operatorname {grad} f=(df)^{\sharp },\quad \operatorname {div} X=\delta X^{\flat }}
である。ここで「♭」、「＃」はリーマン計量によって定義される接ベクトル空間から余接ベクトル空間への同型写像とその逆写像であり、δ は余微分であり、ホッジ双対を使ってδα ≔ (−1)m(i+1)+1∗d∗αにより定義される。ここで i は微分形式の次数であり、m は M の次元である。これを自然に拡張して微分形式 α に対し、
{\displaystyle \Delta ^{H}\alpha :=(d\delta +\delta d)\alpha }
と定義し、∆H をホッジ・ラプラシアン（英: Hodge Laplacian）という。なお α が α が 0-形式、すなわち M 上の関数の場合は dδα は 0 になるので、ホッジ・ラプラシアンは grad と div を合成である δdα に一致する。

#### ボホナー・ラプラシアン
一方、関数 f の grad と div を共変微分から定義する方法では
{\displaystyle \operatorname {grad} f=\nabla f,\quad \operatorname {div} X=-(Y\mapsto -\nabla _{Y}X}のトレース{\displaystyle )}
である。これを自然に拡張して微分形式 α に対し、
{\displaystyle \Delta ^{B}\alpha :=-\operatorname {tr} \nabla ^{2}\alpha =-\sum _{i}\nabla _{e_{i},e_{i}}^{2}\alpha }
と定義し、∆B をボホナー・ラプラシアン(英: Bochner Laplacian)、もしくはラフ・ラプラシアン（英: rough Raplacian）という。ここで∇2は二階共変微分であり、e1,..., en は接ベクトル空間の局所的な正規直交基底である。

#### 両者の関係
α が0-形式、すなわち M 上の関数の場合はホッジ・ラプラシアンもボホナー・ラプラシアンもラプラス・ベルトラミ作用素に一致する。しかし α が一般の微分形式の場合はそうではない。
２つのラプラシアンは以下の関係を満たす：
定理 ― {\displaystyle e_{1},\ldots ,e_{m}}をTMの局所的な正規直交基底とし、{\displaystyle \theta ^{1},\ldots ,\theta ^{m}}をその双対基底とし、さらにαをM上定義された微分形式とする。このとき以下が成立する：
{\displaystyle \Delta ^{H}\alpha =\Delta ^{B}\alpha +\sum _{i,j}\theta ^{i}\wedge \iota _{e_{j}}R(e_{i},e_{j})\lrcorner \alpha }
ここでRは曲率テンソルであり、{\displaystyle (\iota _{e_{j}}R(e_{i},e_{j})\lrcorner \alpha )(X_{1},\ldots ,X_{n-1})=\alpha (R(e_{i},e_{j})e_{j},X_{1},\ldots ,X_{n-1})}である。

上記の公式をヴァイツェンベック・ボホナーの公式（英: Weitzenböck–Bochner formula）あるいはヴァイツェンベックの公式（英: Weitzenböck formula）という。